# Oncidium exalatum
Oncidium exalatum är en orkidéart som beskrevs av Eric Hágsater. Oncidium exalatum ingår i släktet Oncidium och familjen orkidéer. Inga underarter finns listade i Catalogue of Life.